# Koninklijk Berchem Club
Il Koninklijke Berchem Sport, noto come Berchem Sport o semplicemente Berchem, è una società calcistica belga con sede nella città di Anversa.

## Storia
In vista delle ultime partite della Division I 1975-1976, conclusasi con la retrocessione sul campo a causa del penultimo posto ottenuto, alcuni giocatori della squadra furono contattati per un tentativo di corruzione da parte dell'allenatore del La Louvière Jef Jurion in chiave salvezza; questi avvertirono immediatamente le autorità che punirono Les Loups con la retrocessione ed il loro allenatore con la squalifica a vita, pena poi ridotta a tre anni.

## Palmarès

### Competizioni nazionali
- Tweede klasse: 2

1933–1934, 1942–1943, 1961–1962, 1971–1972, 1985–1986
- Derde klasse: 1

2002-2003 (girone A)

### Altri piazzamenti
- Campionato belga:

Secondo posto: 1948-1949, 1949-1950, 1950-1951
- Coppa del Belgio:

Semifinalista: 1953–1954, 1970–1971